# Waldorf Astoria New York
O Waldorf Astoria New York é um hotel de luxo localizado em Manhattan, Nova Iorque, Estados Unidos. O primeiro Waldorf Astoria foi construído em dois estágios como dois hotéis diferentes, primeiro o Waldorf Hotel e depois o Astoria Hotel, dando origem ao nome duplo. A localização original era na propriedade da família Astor na Quinta Avenida, com o primeiro abrindo em 1893 e o segundo em 1897, ambos projetados pelo arquiteto Henry Janeway Hardenbergh. Os edifícios foram demolidos em 1929 para dar lugar ao Empire State Building. O edifício atual, situado no número 301 da Avenida Park entre a 49ª e 50ª ruas, possuí 191 metros de altura e 47 andares no estilo art déco projetado pela firma de arquitetura Schultze & Weaver. Ele foi o hotel mais alto do mundo quando foi finalizado em 1931, mantendo o título até ser ultrapassado pelo russo Hotel Ukraina em 1953. O atual Walforf Astoria é considerado um ícone de glamour e luxo, sendo um dos mais conhecidos e prestigiados hotéis do mundo.
O Waldorf Astoria desde o início ganhou renome internacional por seus suntuosos jantares e festas de gala, sendo frequentemente o centro de conferências políticas e de negócios e também eventos de arrecadação de fundos envolvendo ricos e famosos. Ele desempenhou um papel significante após a Segunda Guerra Mundial nas políticas mundiais da Guerra Fria, culminando na Conferência Mundial da Paz de 1949 que foi realizada no hotel. O magnata Conrad Hilton adquiriu os direitos de gestão do Waldorf Astoria em outubro de 1949, com a Hilton Hotels Corporation finalmente comprando o local por completo em 1972. Ele passou por renovações nas décadas de 1980 e 1990 chefiadas por Lee Jablin, sendo comprado em 2014 pelo grupo chinês Anbang pelo valor de 1,95 bilhões de dólares, tornando-se a venda mais cara de um hotel na história. O Waldorf Astoria foi temporariamente fechado em 2017 para uma renovação de três anos em que parte de seus quartos serão transformados em condomínios.
O edifício tem mais de 1400 quartos, dos quais 1235 são quartos simples ou duplos e 208 mini suítes, enquanto a Waldorf Towers, que localizam-se entre o 28º e o 42º andares, possuem 181 quartos, dos quais 115 são suítes. Várias das suítes mais luxuosas foram nomeadas por causa das celebridades que viveram ou hospedaram-se nelas, como por exemplo a a Suíte Cole Porter, a Suíte Real devido ao Duque e a Duquesa de Windsor, a Suíte MacArthur e a Suíte Churchill. A mais cara de todas é a Suíte Presidencial, decorada com móveis no estilo jorgiano com o objetivo de lembrar a Casa Branca. Ela foi a casa do ex-presidente Herbert Hoover por mais de trinta anos, enquanto Frank Sinatra também manteve um suíte entre 1979 e 1988. O Waldorf Astoria também abriga três restaurantes, Peacock Alley, The Bull and Bear Steak House e La Chine, e um bar, Sir Harry's Bar.

## Nome
O nome Waldorf Astoria vem da cidade de Walldorf na Alemanha, o lar ancestral da família teuto-americana Astor, e da cidade de Astoria no Oregon, fundada em 1811 por John Jacob Astor. O hotel era originalmente conhecido como o The Waldorf-Astoria com um único hífen. O sinal foi alterado para um hífen duplo, ficando similar a um sinal de igual, por Conrad Hilton depois de ter comprado o hotel em 1949. O hífen duplo representava o Beco do Pavão, o corredor que conectava os dois edifícios que formavam o hotel. O hífen duplo deixou de ser usado em 2009, pouco depois da rede de hotéis The Waldorf-Astoria Collection ter mudado de nome para Waldorf Astoria Hotels & Resorts.

## História

### Edifícios originais

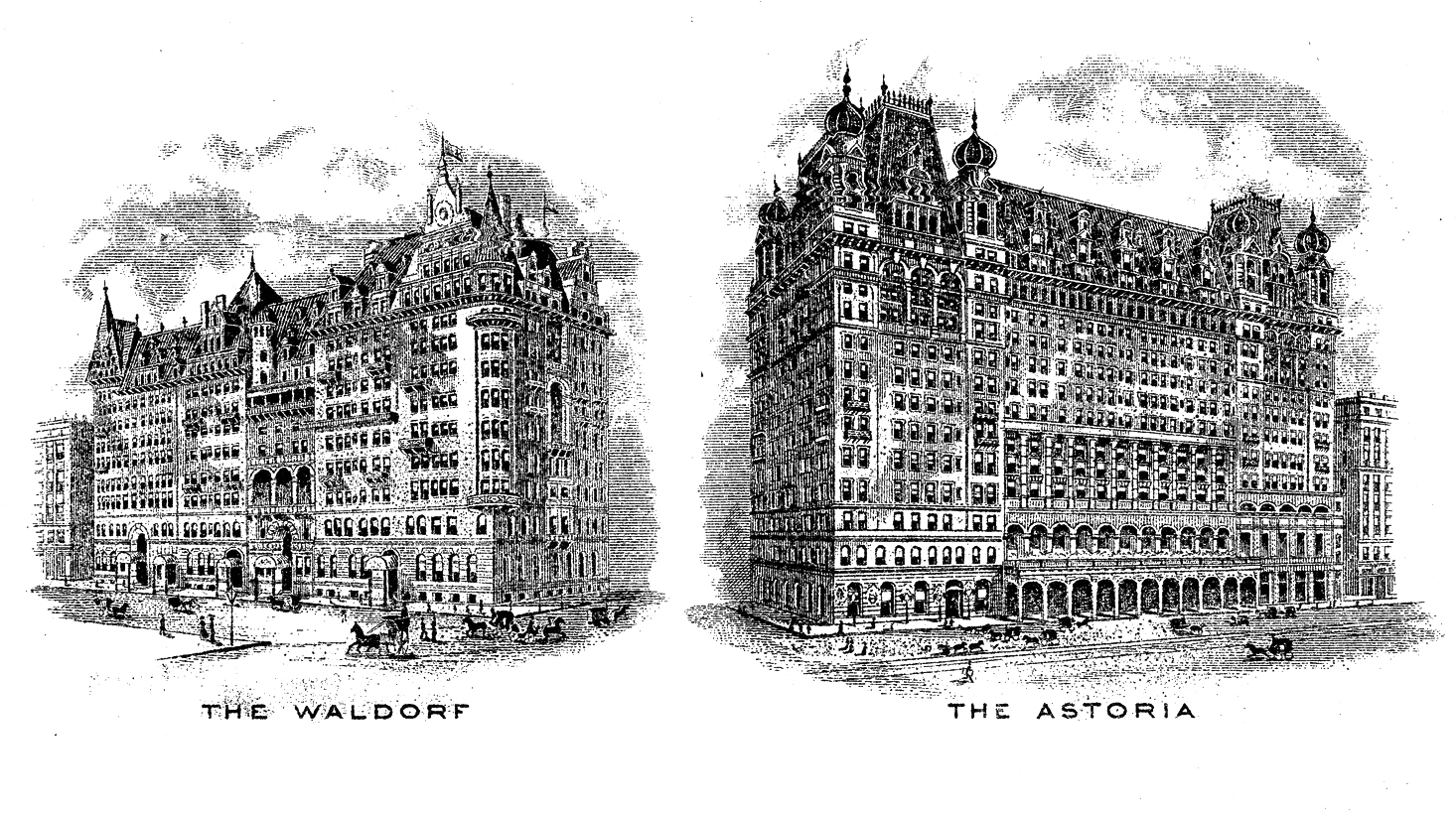
Ilustrações de 1906 do Waldorf (esquerda) e do Astoria (direita), os dois edifícios que formaram o Waldorf–Astoria original em 1897.

O hotel original começou como dois hotéis separados na Quinta Avenida construídos por parentes rivais. O primeiro foi o Waldorf Hotel, que tinha treze andares de altura e 450 quartos, projetado por Henry Janeway Hardenbergh no estilo renascentista alemão. Ele foi inaugurado em 13 de março de 1893 na esquina da Quinta Avenida com a 33ª Rua, local onde anteriormente existia a mansão do milionário William Waldorf Astor. O Waldorf tinha 69 metros de altura, uma fachada de trinta metros na Quinta Avenida e uma área total de 6,5 mil metros. Ele foi descrito como tendo um "exterior de pedra alta e tijolos" que era "animado por uma efusão de varandas, alcovas, arcadas e loggias sob um telhado de telha enfeitado com empenas e torres". William Waldorf, em parte motivado por uma disputa com sua tia Caroline Schermerhorn Astor, construiu o hotel ao lado da casa dela. O edifício foi erguido seguindo as especificações de seu proprietário fundador George Boldt, que operava junto com sua esposa Louise o Bellevue-Stratford Hotel na Filadélfia, Pensilvânia. Boldt foi descrito como um homem "bem educado, pouco digno e despretensioso" que lembrava "um típico professor alemão com sua barba rala que mantinha fastidiosamente aparada ... e seus óculos pincenê em cordão de seda preta".
Esperava-se que o Waldorf fosse um fracasso. Ele foi alvo de chacota na época anterior a sua inauguração por causa do seu grande número de banheiros, ficando brevemente conhecido como "Folly de Boldt" e "Folly de Astor", com a percepção geral sendo que um hotel palaciano não tinha lugar em Nova Iorque. Novaiorquinos ricos ficaram bravos por acharem que o Waldorf tinha arruinado um bairro bom. Viajantes à negócios o achavam muito caro e muito longe dos centros comerciais. Boldt resolveu realizar no hotel no dia de sua inauguração um concerto beneficente para o Hospital de Santa Maria para Crianças, uma caridade favorita daqueles no Registro Social norte-americano. O salão de bailes lotou com muitas das famílias ricas da cidade, que pagaram cinco dólares pelo concerto e por um jantar no Waldorf. O Waldorf logo transformou-se em um sucesso e fez 4,5 milhões de dólares em seu primeiro ano, quantia astronômica para o período.
A construção do Waldorf piorou ainda mais a briga entre William Waldorf e Caroline Astor. Entretanto, John Jacob Astor IV, primo de William Waldorf, conseguiu, com o auxílio de Boldt, persuadir sua mãe a se mudar para uma casa mais ao norte da cidade, derrubando logo em seguida a antiga mansão dela e iniciando a construção de mais um hotel de luxo. O Astoria Hotel foi inaugurado em 1 de novembro de 1897 no terreno adjacente ao Waldorf e foi alugado por Boldt. Os dois hotéis foram inicialmente construídos como estruturas separadas, porém Boldt planejou o Astoria para que pudesse se conectar ao Waldorf por meio de um corredor. Dessa forma, o chamado "Beco do Pavão" foi construído para ligar os dois edifícios, com eles subsequentemente se fundindo para formar o Waldorf–Astoria, o maior hotel do mundo na época.
O Waldorf–Astoria tinha um telefone em todo quarto e serviço de primeira classe, tendo sido projetado especificamente para atender as necessidades da classe alta de Nova Iorque e visitantes estrangeiros importantes. Segundo o autor Sean Dennis Cashman, o hotel tornou-se "um símbolo bem sucedido da opulência e realização da família Astor". Foi o primeiro do mundo a oferecer luz elétrica completa e banheiros particulares. Boldt, cujo lema era "o cliente tem sempre razão", ficou rico e importante internacionalmente, enquanto o maître Oscar Tschirky, popularmente conhecido como "Oscar do Waldorf", virou uma celebridade, tendo trabalhado no hotel desde a inauguração em 1893 até se aposentar em 1943. Tschirky tinha nascido na Suíça e imigrado para os Estados Unidos aos dez anos de idade, conseguindo um cargo no novo Waldorf e adquirindo no decorrer dos anos um conhecimento enciclopédico sobre culinária. Tschirky escreveu The Cookbook by Oscar of The Waldorf, um livro de culinária de novecentas páginas contendo as receitas mais populares da época, pelo qual ganhou grande aclamação, e Serving a Course Dinner by Oscar of the Waldorf-Astoria, um livreto em que falava das complexidades de atender a elite norte-americana e internacional. Ele também tinha uma excelente memória para lembrar das preferências de muitos de seus hóspedes, o que aumentou ainda mais sua popularidade.

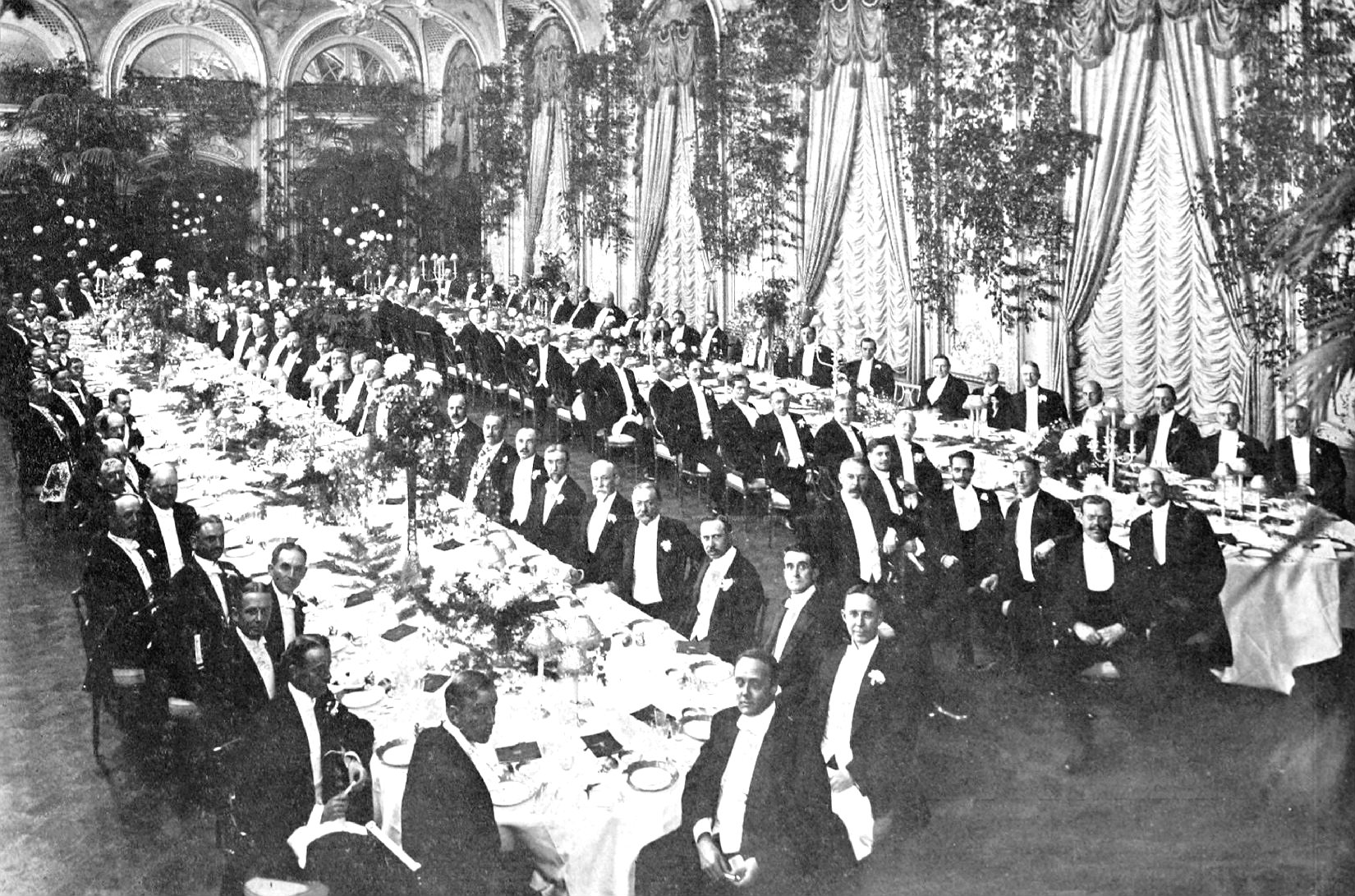
Banquete realizado em 1909 para Elbert Henry Gary, co-fundador da U.S. Steel.

O Waldorf–Astoria ganhou grande renome internacionalmente por seus bailes e jantares de arrecadação de fundos, atraindo regularmente a presença de figuras notáveis da época, como por exemplo Andrew Carnegie. Banquetes eram frequentemente realizados no salão de bailes em homenagem a pessoas importantes e para a nobreza estrangeira. O hotel também desempenhou um papel no avanço da situação das mulheres, que podiam entrar no estabelecimento sem a necessidade de um acompanhante. Louise Boldt foi uma figura importante na evolução da ideia de um grande hotel urbano que também atuasse como centro social, particularmente que interessasse as mulheres como local para eventos sociais. Tschirky chegou a realizar em 11 de novembro de 1899 aquilo que o jornal New York Herald Tribune descreveu como o jantar mais caro da cidade. A entrada era de 250 dólares e foram servidos ostras azuis, sopa de tartaruga, lagosta, pato avermelhado e framboesas azuis. Um artigo da época afirmou que o cofre do hotel guardava o equivalente a sete milhões de dólares em objetos de valor, prova da riqueza de seus hóspedes. Foi realizado em 1902 um grande banquete para o príncipe Henrique da Prússia, enquanto em 1909 ocorreram jantares luxuosos para o explorador Frederick Cook e para Elbert Henry Gary, co-fundador da U.S. Steel.
A comissão de inquérito do Senado dos Estados Unidos sobre o naufrágio do RMS Titanic foi aberta no hotel em 19 de abril de 1912 e continuou lá por algum tempo no Salão Myrtle, até mudar-se para Washington, D.C.. John Jacob Astor IV foi uma das vítimas do naufrágio. Sete senadores estavam presentes no subcomitê: William Alden Smith como presidente, Jonathan Bourne Jr., Theodore E. Burton e George Clement Perkins do Partido Republicano, e Duncan U. Fletcher, Francis G. Newlands e Furnifold McLendel Simmons do Partido Democrata. A composição foi escolhida cuidadosamente com o objetivo de representar as alas conservadora, moderada e liberal de ambos os partidos.
O restaurateur Louis Sherry anunciou em 1919 uma "aliança" com o Waldorf–Astoria que envolvia tanto os seus doces quanto seus serviços de provisionamento de alimentos. Apesar de não ter sido revelado na época, a propriedade da Louis Sherry Inc. em certo momento passou para a Boomer-duPont Interests, uma referências a Lucius M. Boomer, presidente do hotel, e T. Coleman du Pont. William Waldorf Astor morreu em 1919 com uma fortuna estimada em duzentas milhões de libras esterlinas que ele deixou para seus dois filhos homens vivos, Waldorf e John Jacob. Sua parcela no Waldorf–Astoria e no Hotel Astor foram relatadas em por volta de dez milhões de libras. A National Broadcasting Company (NBC) realizou em 15 de novembro de 1926 sua primeira transmissão de rádio a partir do salão de bailes do hotel.
O hotel passou a enfrentar competição forte no começo do século XX, com uma grande variedade de outros hotéis de luxo surgindo em Nova Iorque, como por exemplo o Hotel Astor em 1904, o The St. Regis também em 1904, o Knickerbocker Hotel em 1906 e o Savoy-Plaza Hotel em 1927. O hotel estava ficando datado no começo da década de 1920, com a vida social elegante de Nova Iorque tendo se mudado para muito mais ao norte da 34ª Rua em Manhattan. A família Astor por fim vendeu o hotel para os desenvolvedores do Empire State Building, com o Waldorf–Astoria sendo fechado em 3 de maio de 1929 e demolido pouco depois.

### Edifício atual

#### Primeiros anos
A ideia de um novo hotel Waldorf–Astoria foi baseada no conceito de que deveria existir um hotel opulento em Nova Iorque para atender visitantes importantes. Não foi difícil encontrar apoio financeiro para o projeto no começo de 1929 já que a época era próspera; a bolsa não tinha quebrado e a Grande Depressão não tinha começado. Entretanto, antes da construção ter começado no novo edifício, alguns dos investidores ficaram com dúvidas se era o momento certo para investirem seu dinheiro em um hotel de luxo. O terreno onde o novo hotel seria construído era de propriedade da New York Central Railroad, que tinha prometido investir dez milhões de dólares em um novo Waldorf–Astoria. Por fim, a ferrovia e todos os outros investidores decidiram por honrar seus compromissos e assumir o risco que tal investimento seria nos tempos econômicos difíceis.

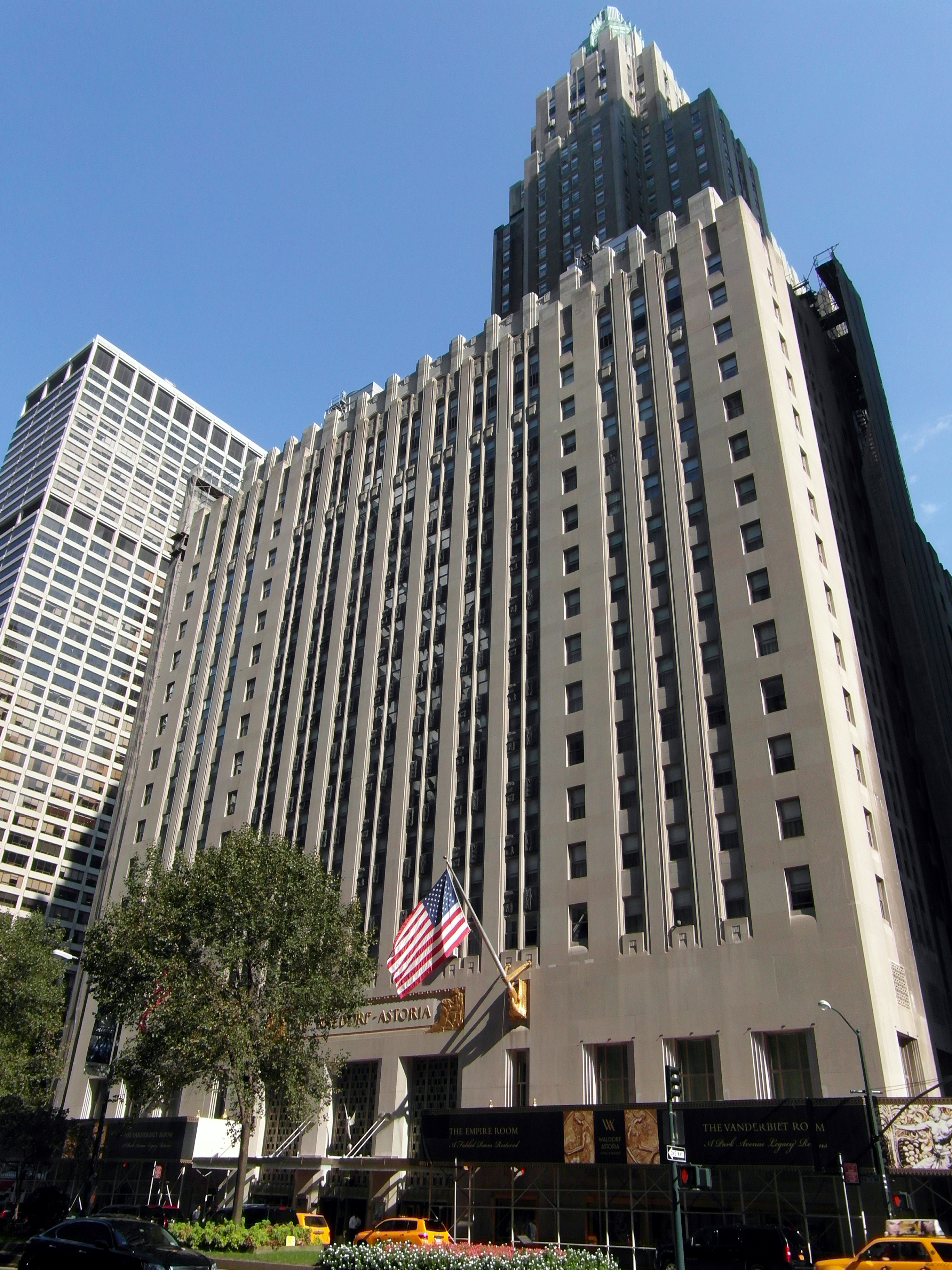
O edifício do Waldorf Astoria na Avenida Park, inaugurado em 1931.

O novo edifício foi inaugurado em 1 de outubro de 1931 na Avenida Park, entre a 49º e 50º ruas. Era o maior e mais alto hotel do mundo na época e ocupava o quarteirão inteiro. A torre central mais fina ficou conhecida como a Waldorf Tower, tendo sua própria entrada privativa e formada por cem suítes, aproximadamente um terço das quais foram alugadas como residências particulares. O presidente Herbert Hoover afirmou no rádio a partir da Casa Branca que "a inauguração do novo Waldorf-Astoria é um evento no avanço dos hotéis, mesmo na cidade de Nova Iorque. Ele carrega um grande tradição em hospitalidade nacional... marca a medida do crescimento da nação em poder, em conforto e em maestria... uma exibição de coragem e confiança para toda nação". Havia por volta de duas mil pessoas no salão de bailes ouvindo o discurso, porém ao final do dia o novo hotel tinha apenas quinhentos quartos ocupados. Foi apenas em 1939 que o Waldorf-Astoria começou a gerar lucros. Boomer, descrito por Tony Rey como "o maior hoteleiro de sua época", continuou a administrar o hotel pelas décadas de 1930 e 1940. Ele foi eleito presidente da diretoria da Waldorf-Astoria Corporation em 20 de dezembro de 1945, posição que manteve até sua morte em junho de 1947.
Assim como o hotel original, o Waldorf-Astoria desde sua inauguração adquiriu renome mundial por seus jantares e festas glamourosas, frequentemente no centro de conferências políticas e de negócios e eventos de levantamento de fundos. O autor Ward Morehouse III chamou o hotel de "comparável a grandes instituições nacionais" e um "símbolo vivo profundamente dentro de nossas consciências coletivas". Segundo o restaurateur Tom Margittai, ele tinha o "melhor departamento de banquetes do mundo" na época, com o centro de atividade sendo seu grande salão de bailes. Aproximadamente duzentas pessoas da "nata do mundo literário de Nova Iorque" reuniram-se no Waldorf-Astoria em 3 de agosto de 1932 para homenagear Pearl S. Buck, a autora do romance The Good Earth, que tinha sido o livro mais vendido nos Estados Unidos em 1931 e 1932. Um único jantar relativamente "pequeno" comparecido por cinquenta pessoas em junho de 1946 chegou a arrecadar mais de 250 mil dólares.
O hotel desempenhou um papel considerável na Guerra Fria e nas relações internacionais nos anos pós-guerra, sediando conferências e eventos. Winston Churchill compareceu em 15 de março de 1946 a um jantar de boas-vindas no Waldorf-Astoria realizado pelo governador Thomas E. Dewey, dez dias depois de ter feiro seu discurso sobre a Cortina de Ferro. Aconteceu de 4 de novembro a 12 de dezembro do mesmo ano no apartamento de Jørgine Boomer no 37ª andar uma conferência entre os Estados Unidos, França, Reino Unido e União Soviética para discutir o futuro do Leste Europeu. Já em 24 de novembro de 1947, 48 figuras proeminentes da indústria do cinema norte-americano, incluindo executivos como Louis B. Mayer da Metro-Goldwyn-Mayer, Harry Cohn da Columbia Pictures, Spyros Skouras da 20th Century Fox e Albert Warner da Warner Bros., encontraram-se no Waldorf-Astoria e discutiram aquilo que tornaria-se a Declaração de Wadorf, banindo de Hollywood qualquer pessoa com crenças ou tendências comunistas.
Uma conferência de imprensa realizada no hotel em 21 de junho de 1948 apresentou ao mundo o disco de vinil. A Conferência Cultural e Científica para Paz Mundial, também conhecida como Conferência Mundial da Paz de Waldorf, ocorreu entre 27 e 29 de março de 1949 no Waldorf-Astoria para discutir a Guerra Fria e a divisão cada vez maior entre Estados Unidos e União Soviética. A conferência ocorreu em uma época que havia grande sentimento anticomunista e suspeitas dos soviéticos por parte dos norte-americanos, principalmente por causa do Bloqueio de Berlim e do Golpe de Praga ocorridos no ano anterior. O evento foi organizado pelo Partido Comunista dos Estados Unidos, porém foi patrocinado por vários indivíduos que não eram stalinistas, como Leonard Bernstein, Marlon Brando, Albert Einstein e Aaron Copland, com a intenção de promover a paz. A conferência teve a presença de figuras como Andrei Vishinski, ministro das relações exteriores soviético; do pianista e compositor Dmitri Shostakovich e do escritor Alexander Fadeiev. As tensões aumentaram durante o evento, culminando quando Shostakovich, em frente de uma multidão de oitocentas pessoas, lançou um ataque contra a civilização ocidental, afirmando que "um pequeno bando de bandidos estava preparando a opinião pública mundial para a transição de guerra fria para agressão direta". Houve protestos contra a conferência por anti-stalinistas, com indivíduos como Mary McCarthy, Robert Lowell e Norman Mailer condenando publicamente o stalinismo presente no hotel.
Em 1954, o político, militar e arqueologista israelense Yigael Yadin encontrou-se secretamente com Mar Samuel, arcebispo sírio ortodoxo, no porão do Waldorf-Astoria para negociar a compra de quatro Manuscritos do Mar Morto para Israel. Os documentos foram mantidos em um cofre pertencente ao hotel no Chemical Bank de Nova Iorque. O acadêmico bíblico doutor Harry Orlinsky examinou os manuscritos à pedido do governo israelense e verificou sua autenticidade; Yadin pagou 250 mil dólares pelos quatro. O restaurateur húngaro George Lang começou a trabalhar no Waldorf-Astoria em 1995, ajudando em dezembro a organizar o Baile Primeira Noite do Teatro Americano a fim de celebrar o aniversário de cinquenta anos de carreira de Helen Hayes. Ele fez muito para organizar jantares beneficentes no hotel para auxiliar questões húngaras. Certo evento que teve a presença de figuras como Edward G. Robinson chegou a arrecadar sessenta mil dólares.

#### Baile Abril em Paris

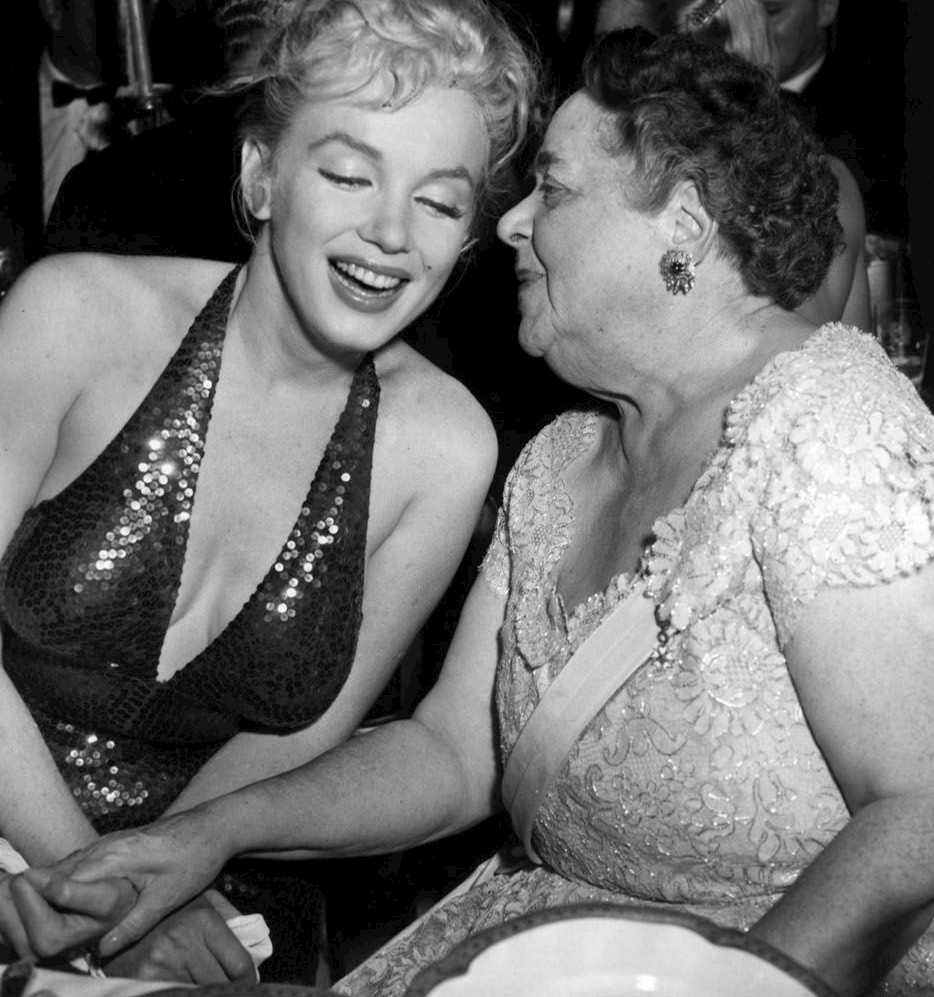
Marilyn Monroe com Elsa Maxwell no Baile Abril em Paris de 1957.

O Baile Abril em Paris era um evento de gala anual cuja missão era melhorar as relações franco-americanas, compartilhar culturas e ajudar na assistência de organizações de caridade nos Estados Unidos e na França, além de comemorar o aniversário de dois mil anos de fundação de Paris. Ele foi estabelecido em 1952 por Claude Philippe, gerente de banquetes do hotel. Enquanto o Waldorf-Astoria cuidava dos convites e divulgação, outros detalhes do baile eram coordenados por socialites da época. Elsa Maxwell era a principal responsável pela organização. O baile era originalmente realizado anualmente no mês de abril, porém, de acordo com Ann Vaccaro, diretora executiva do baile, ele foi transferido para outubro porque "Sr. Philippe decidiu que por existirem tantos bailes na primavera, ele faria um em outubro". O baile frequentemente marcava o começo da temporada social de outono nos Estados Unidos após sua mudança para outubro. Foi realizado no Grande Salão de Bailes do Waldorf-Astoria por oito anos até se mudar para o Astor Hotel em 1960, depois para o Arsenal do Sétimo Regimento no ano seguinte e depois em outros locais.
O baile foi pensado para satisfazer "pessoas de classe muito, muito alta". Rifa custava cem dólares por pessoa e oferecia prêmios como um bracelete de cinco mil dólares e outras jóias, peles caras, perfumes e até mesmo carros. No evento de 1960, os prêmios incluíam um Ford Thunderbird, um Renault Dauphine, um casaco de chinchila, um sistema de televisão de alta-fidelidade, uma máquina de escrever elétrica, 25 caixotes de vinho francês, porcelanas e pinturas originais, relógios, bolsas e um poodle. Os convidados recebiam caixas de presente contendo anéis e jóias de ouro, champanhe e conhaque, cinzeiros, cachimbos, abridores de garrafa de prata, chapéus, echarpes e flores. Cada convidado voltava para casa com pelo menos um presente. Aproximadamente 106 mil dólares em presentes foram distribuídos no evento de 1979. O baile era isento de impostos, arrecadando milhões de dólares que eram dados principalmente para mais de vinte organizações norte-americanas de caridade, como a Sociedade Americana do Câncer, com quinze a vinte por cento ficando com organizações francesas. Uma equipe de três pessoas eram pagas integralmente durante o ano para organizarem o evento. Philippe comentou sobre as despesas do baile: "Nós cobramos o máximo, entregamos o máximo e fazemos o máximo – é uma fórmula de sucesso".

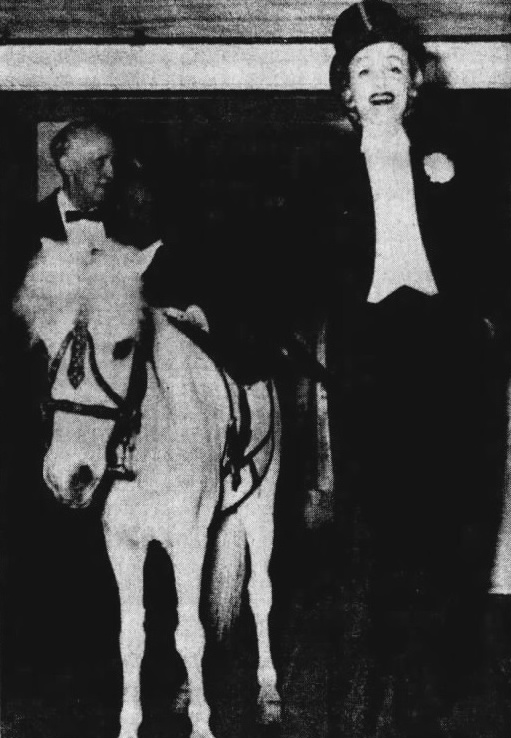
Marlene Dietrich no Baile Abril em Paris de 1959.

O baile tornou-se um evento notável no calendário anual, com um dos primeiros shows mostrando um espetáculo de três horas  dirigido por Stuart Chaney, representando uma cena do século XII de trovadores na corte de Leonor da Aquitânia, o encontro dos reis Henrique VIII da Inglaterra e Francisco I da França no Campo do Pano de Ouro, Luís XIV da França no Palácio de Versalhes e um show de moda com quarenta criações de Christian Dior, Jacques Fath, Hubert de Givenchy e outros. Celebridades francesas e outros também compareciam ao baile. O evento de 1957 teve a presença de por volta de 1300 convidados, incluindo o Duque e a Duquesa de Windsor, Marilyn Monroe e o senador John F. Kennedy com sua esposa Jacqueline, que pagaram cem dólares cada um para entrarem e doaram 130 mil para a caridade. O salão foi decorado no ano seguinte com castanheiros de nove metros de altura, arrecadando 170 mil dólares. O último baile realizado no Waldorf-Astoria ocorreu em 10 de abril de 1959, com o tema principal sendo o circo parisiense do século XVIII. Figurinos genuínos do período foram trazidos da França, com o baile tendo a presença de Marlene Dietrich, que cantou duas canções de Maurice Chevalier usando cartola, calças, colete e luvas brancas.

#### Anos posteriores
A revista Time celebrou seu quadragésimo aniversário em 6 de maio de 1963 no hotel. O evento teve a presença de aproximadamente 1500 celebridades, incluindo Douglas MacArthur, Jean Monnet, Henry Cabot Lodge Jr., Bob Hope, Joe Louis, David O. Selznick, Dean Rusk, Ted Kennedy, Henry Ford II e muitos outros. A banda britânica The Who hospedou-se no Waldorf-Astoria em 1968, enfrentando dificuldades com os funcionários. Por os membros da banda terem a reputação de comportamento desordeiro e de destruírem seus quartos, o hotel exigiu que eles pagassem em dinheiro adiantado. Entretanto, depois de finalizarem seus compromissos, a banda foi barrada de entrarem em seus quartos, onde suas bagagens estavam guardadas. O autor Tony Fletcher, em sua biografia sobre o baterista Keith Moon, afirma que o músico desafiou os funcionários e explodiu a porta dos quartos com bombinhas a fim de recuperar as bagagens, o que fez com que o The Who fosse expulso do Waldorf-Astoria e banidos para sempre do local.

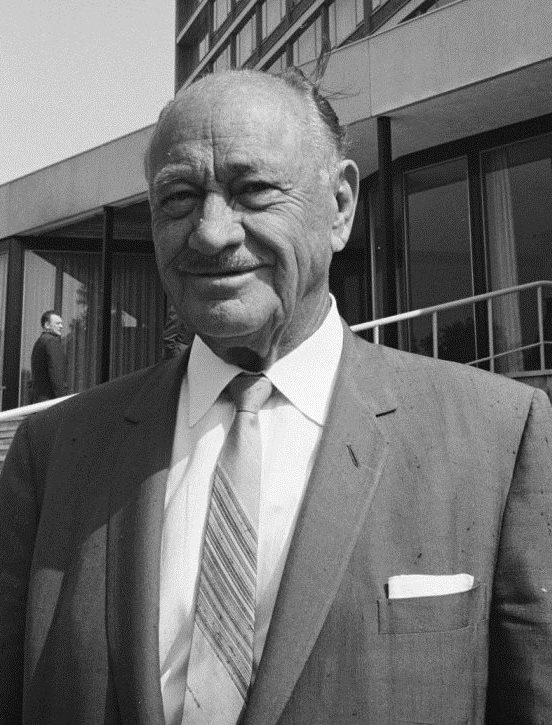
Conrad Hilton adquiriu os direitos de gerenciamento do Waldorf-Astoria em 1949 e depois conseguiu comprá-lo por completo em 1972.

Logo depois da inauguração do hotel em 1931, o empresário hoteleiro Conrad Hilton, que na época estava quase falido, supostamente cortou uma fotografia do Waldorf-Astoria de uma revista e escreveu por cima "O Melhor de Todos". Ele comprou em 12 de outubro de 1949 os direitos de gestão do hotel. Sua empresa Hilton Hotels Corporation finalmente conseguiu comprar o hotel por completo em 1972.
O Waldorf-Astoria continuou a desempenhar um papel importante na política internacional no decorrer da década de 1970, particularmente entre os Estados Unidos e o Oriente Médio. Em novembro 1974, uma "coluna motorizada de 20 veículos, com oito policiais mascarados a bordo carregando espingardas em coletes à prova de balas" escoltaram Farouk Kaddoumi, líder palestino do Fatah, desde o Aeroporto Internacional John F. Kennedy até o hotel. O Waldorf-Astoria ficou em alerta vermelho, com cães farejadores sendo trazidos antes de chegada para procurarem por possíveis bombas. Quinze suítes foram reservadas para a delegação da Organização para a Libertação da Palestina (OLP). O presidente Gerald Ford encontrou-se no mês seguinte com Nelson Rockefeller depois deste ter sido confirmado como vice-presidente, com uma conferência de imprensa de noventa minutos tendo sido realizada em uma suíte do hotel. O governo norte-americano insistiu em novembro de 1975 que Yasser Arafat, líder da OLP, se hospedasse no Waldorf-Astoria durante sua visita aos Estados Unidos, indo contra os desejos da equipe do hotel; nesta ocasião, a segurança foi novamente reforçada. A IBM revelou seu Personal Computer em 12 de outubro de 1981 em conferência sediada no hotel, enquanto em 1985 a NBA realizou no Waldorf-Astoria sua primeira loteria para o draft de 1985, em que Patrick Ewing foi o primeiro selecionado para o New York Knicks.
O hotel foi totalmente renovado e aprimorado para sua grandeza original durante as décadas de 1980 e 1990 ao custo de 150 milhões de dólares, com os processos tendo sido liderados pelo arquiteto norte-americano Lee Jablin. O Waldorf-Astoria foi nomeado oficialmente como um Marco da Cidade de Nova Iorque em 1993. A Diocese Oriental da Igreja Armena da América realizou em 27 de maio de 2001 um grande banquete no hotel a fim de celebrar o aniversário de 1700 anos da conversão da Armênia para o cristianismo, tendo a presença do embaixador norte-americano Edward Djerejian como orador. Uma conferência de imprensa da Metro-Goldwyn-Mayer em 7 de maio de 2004 ocorreu no local para falar sobre o filme The Pink Panther, enquanto uma fala de gala do Sindicato dos Roteiristas da América também foi sediada no hotel em 29 de setembro do mesmo ano.
A Hilton lançou em 2006 a The Waldorf-Astoria Collection, uma rede e marca mundial de hotéis luxo nomeada em homenagem ao hotel de Nova Iorque. Atualmente há ramos do Waldorf Astoria no Arizona, Califórnia, Flórida, Havaí, Illinois, Luisiana, Porto Rico e Utah nos Estados Unidos, além de no exterior na Alemanha, Arábia Saudita, China, Escócia, Emirados Árabes Unidos, França, Israel, Itália, Panamá e Países Baixos. A Waldorf-Astoria Collection teve seu nome alterado para Waldorf Astoria Hotels & Resorts em 2009, com o hotel matriz original de Nova Iorque passando a se chamar Walforf Astoria New York.
A Anbang Insurance Group, uma empresa chinesa gestão de participações sociais, comprou o Waldorf Astoria New York em outubro de 2014 pelo valor de 1,95 milhões de dólares, fazendo com que ele se transformasse no hotel mais caro já vendido na história; a Hilton manteve os direitos de gestão por cem anos. A Anbang anunciou em 2016 seus planos para reformar o hotel e transformar parte de suas suítes em condomínios. Sob este plano, alguns dos quartos do Waldorf Astoria irão se transformar em apartamentos, enquanto o resto permanecerá como suítes de hotel. O hotel foi fechado em 1 de março de 2017 para que as reformas pudessem ocorrer, sendo esperado que ele reabra em 2020. Seus restaurantes, Peacock Alley, The Bull and Bear Steak House e o recém inaugurado La Chine, fecharam junto com o Waldorf Astoria e também serão reabertos assim que a reforma for finalizada. Em 7 de março, apenas uma semana depois do hotel ter sido fechado, a Comissão de Preservação de Marcos da Cidade de Nova Iorque votou de forma unânime listar os interiores dos espaços públicos do edifício como marcos da cidade, protegendo-os de qualquer alteração que poderiam sofrer durante as reformas.

## Arquitetura

### Quinta Avenida
O antigo Waldorf Hotel foi construído ao custo de aproximadamente cinco milhões de dólares e foi inaugurado em 13 de março de 1893 na esquina da Quinta Avenida com a 33ª Rua. Tinha 69 metros de altura, uma fachada de cem metros na Quinta Avenida e uma área total de 6,5 mil metros quadrados. Sua estrutura externa no estilo renascentista germânico foi projetada pelo arquiteto Henry Janeway Hardenbergh, possuindo quinze espaços públicos e 450 quartos para hóspedes, além de outros cem quartos destinados aos funcionários, com as instalações de limpeza ficando nos andares superiores. O The New York Times chamou o Waldorf de um palácio pouco depois dele ter sido inaugurado.
O exterior possuía loggias, varandas, grupos de chaminés e telhados de azulejo. Um dos principais elementos era o pátio interno do jardim que continha fontes, flores, paredes de terracota branca, afrescos e vitrais. A entrada principal era "protegida por uma marquise de vidro fosco e ferro forjado", enquanto o salão de entrada era de mármore, chão com mosaico e teto decorado. A recepção original do Waldorf tornou-se a mesa de registro quando ele fundiu-se com o Astoria em 1897.
Além da recepção estava um corredor que levava ao Salão Empire, com uma alcova lateral contendo os elevadores e a grande escadaria. Ao lado estava o Salão Maria Antonieta, usado como sala de recepção para as mulheres. Era mobilhada com antiguidades do século XVIII trazidas da Europa em 1892 pelo casal Boldt, incluindo um busto de Maria Antonieta e um relógio antigo que pertencia a ela. O Salão Empire era o maior e mais luxuosamente decorado aposento de todo o Waldorf, ganhando a reputação de um dos melhores restaurantes de Nova Iorque. Foi modelado a partir do grande salão do rei Luís II da Baviera no Palácio Nymphenburg, tendo tapeçarias de cetim, estofamentos e pilares de mármore em verde claro e afrescos de Frank Crowninshield. O restaurante era decorado no estilo império e seus pilares eram de mármore verde escuro, enquanto as pilastras opostas eram de mogno, com entalhes nos painéis. Os Apartamentos de Estado do Waldorf consistiam de nove suítes localizadas no segundo andar. Os apartamentos tinham suas próprias salas de música e de refeições com capacidade para vinte pessoas, com uma grande coleção de porcelanas que incluíam 48 pratos com retratos europeus.
O Astoria Hotel foi inaugurado em 1 de novembro de 1897 e ficava na esquina da Quinta Avenida com a 34ª Rua. Também foi projetado por Hardenbergh no estilo renascentista germânico. Suas dimensões eram de trinta metros de largura por 110 de comprimento. Tinha altura de 82 metros e dezesseis andares, incluindo os quatro andares do telhado. Ele foi construído de pedra, mármore e tijolos com uma estrutura de aço interna à prova de fogo. O Astoria foi embelezado por "torres com teto de mansarda do Segundo Império Francês com crosta de ferro trabalhado e também domos barrocos austríacos sobre as torres laterais". Havia 25 aposentos públicos, 550 quartos e quilômetros de corredores, vestíbulos e salões.
O corridor principal, apelidado de "Beco do Pavão", tinha todo o comprimento do hotel de leste a oeste. À esquerda estava a Sala de Jantar Astor, de frente para a Quinta Avenida, que media quinze metros por 28 metros. Grande cuidado foi tomado para reproduzir fielmente a sala de jantar original da antiga mansão de William Backhouse Astor, três andares acima de onde ficava, com todos os painéis, carpetes, cortinas, cornija de lareira e pilastras e colunas renascentistas italianas sendo feitas de mármore do norte da Rússia. À direita estava o Pátio de Jardim de Palmeira, que media 27 por dezessete metros, elevava-se por três andares até um teto formado por domo de vidro âmbar dezessete metros acima do chão.
No primeiro andar estava a Galeria Astor, um espaço de 27 por 31 metros que dava vista para a 34ª Rua, finalizado no estilo do Hôtel de Soubise, com um esquema de cor de azul, cinza e dourado. No segundo andar estavam suítes particulares na esquina noroeste, com grandes salas de desenho, sala de jantar, copa do mordomo, três quartos, três quartos para criadas e cinco banheiros, todos adornados com carvalho inglês. Todos os andares do terceiro ao décimo quarto eram para suítes e quartos. O salão de bailes no estilo Luís XIV era o principal elemento do Astoria, medindo vinte metros de largura por 29 de comprimento por doze de altura. Sua capacidade era de setecentas pessoas em banquetes e 1200 para concertos, com seu desenho incluindo tons de marfim-cinza e creme. O último andar era um jardim coberto, fechado em todos os lados e no teto por vidro. Ele foi mobiliado com cadeiras e espreguiçadeiras de vime em verde claro e rosa.

### Avenida Park

#### Exterior
| “                         | Se demorar nos suntuosos salões do Waldorf-Astoria é voltar no tempo. Sua viagem pela memória é um flashback para os dias de glamour dos anos 1930, quando esta obra-prima do art déco era o hotel mais alto do mundo e o epicentro da elite da sociedade. Um marco lendário de calcário ocupando um quarteirão inteiro de imóvel valorizadíssimo no centro de Manhattan, ainda é um endereço de prestígio que encorpora luxo e poder na cidade mais rica da Terra. | ” |
| — Randy Mink, Time Travel | |   |

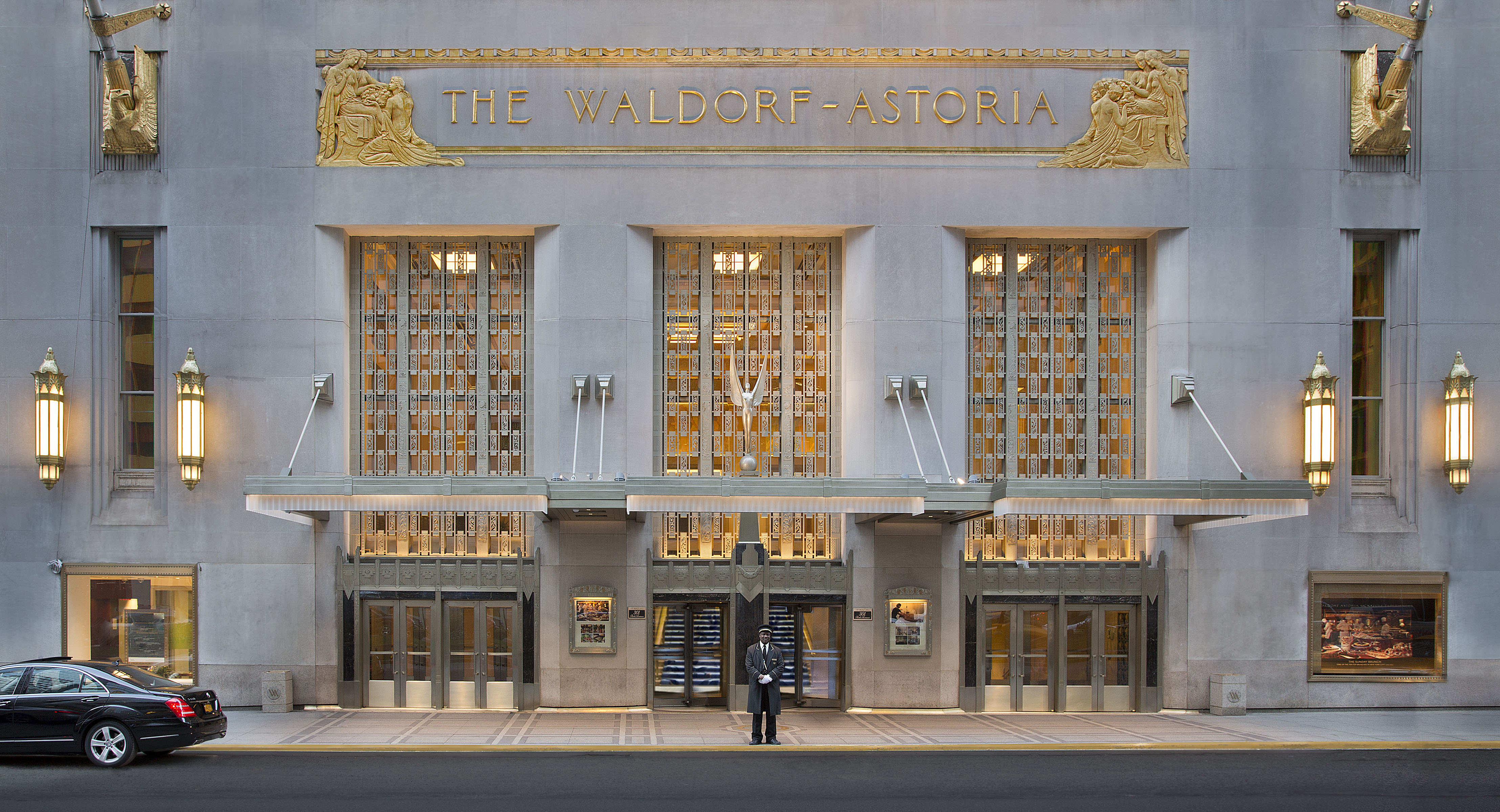
A entrada da Avenida Park do Waldorf Astoria.

O novo Waldorf Astoria foi projetado pela firma de arquitetura Schultze & Weaver e construído no número 301 da Avenida Park, pouco ao norte da Estação Grand Central. A área foi desenvolvida ao se construir sobre os trilhos de trem que levam para a estação, com edifício como o Waldorf Astoria utilizando os "direitos aéreos" do espaço. O hotel foi inaugurado em 1 de outubro de 1931. Ele tem 47 andares e 191 metros de altura, tendo sido o hotel mais alto do mundo desde sua inauguração até ser ultrapassado pelo Hotel Ukraina de Moscou em 1953. Aproximadamente 45 metros cúbicos de mármore negro foram importados da Bélgica, com mais 25 metros cúbicos de rocha vindos da Itália, enquanto por volta de trezentas cornijas antigas foram compradas para mobilhá-lo. Duzentos vagões de trem trouxeram 23 mil metros cúbicos de calcário para a fachada externa, 27,1 mil toneladas de aço para a superestrutura interna e 241 mil metros cúbicos de terracota e gesso. As torres foram feitas de tijolos, o que fez com que muitas pessoas achassem que a construção tinha ficado sem dinheiro.
O hotel costumava ter sua própria estação de trem, o chamado Trilho 61, que fazia parte do Metrô da Cidade de Nova Iorque e estava conectado ao complexo da Estação Grand Central. Essa plataforma especial já foi utilizada por figuras como Franklin D. Roosevelt, Harry S. Truman, John J. Pershing e Douglas MacArthur, entre outros. Essa mesma plataforma foi usada em 1946 para exibir a nova locomotiva a diesel da American Locomotive Company. Dois anos depois, a Filene's e a New York, New Haven and Hartford Railroad realizaram um desfile de moda na estação de trem. Um elevador grande o bastante para acomodar um automóvel dá acesso à plataforma. Entretanto, a estação raramente está aberta ao público.

#### Interior
A herança cultura e arquitetônica do Waldorf Astoria é tão significante que são realizados tours regulares por seus interiores para os hóspedes do hotel. O guia de viagens Frommer's citou o hotel como um "ícone do luxo", destacando seus "corredores amplamente imponentes, os detalhes art déco antigos das portas, o porteiro de luvas brancas, a arcada do shopping de luxo", além do "mosaico redondo deslumbrante sob um imenso candelabro de cristal" e o "relógio Waldorf, coberto de figuras em revelo" no saguão principal. A decoração também foi comparada aos salões de uma típica casa de campo inglesa, descrevendo os corredores do hotel como cobertos por tapetes de pelúcia que "parecem se estender para sempre".
O piso térreo contém os balcões de registro e de despacho, o Salão Empire e o Salão Hilton, o particular Clube Marco Polo, o Salão de Casamento, o Salão de Kenneth, o restaurante Peacock Alley e o bar Sir Harry's Bar. De 1992 a 2013, Kenneth Battelle, já chamado de o primeiro cabeleireiro celebridade do mundo, famoso por criar o penteado de Jacqueline Kennedy em 1961, mudou seu salão de beleza para o Waldorf Astoria depois de um incêndio em 1990 ter destruído seu estabelecimento anterior. No vestíbulo há um candelabro de três por três metros. O elevador é revestido de painéis de carvalho e olmo. Mesas no saguão são reservadas para transporte e teatro, onde ingressos exclusivos para muitos dos principais teatros de Nova Iorque podem ser comprados.
O saguão é mobiliado com cornijas de níquel-bronze polidas e pedras de rockwood. O grande relógio de bronze de 1,8 toneladas foi construído pela Goldsmith's Company de Londres originalmente para a Exposição Mundial Colúmbia em Chicago em 1893, porém foi comprado pelos donos do Waldorf. Sua base é octogonal com oito placas comemorativas para os presidentes George Washington, Andrew Jackson, Abraham Lincoln, Ulysses S. Grant, Grover Cleveland e Benjamin Harrison, e para a rainha Vitória do Reino Unido e Benjamin Franklin. Várias butiques cercam o saguão, que contém um grande piano Steinway & Sons pertencente a Cole Porter no Terraço Coquetel, que o hotel originalmente tinha dado a ele como presente. Porter morou no Waldorf Astoria por trinta anos e compôs muitas de suas canções lá. O Salão Empire é onde muitas das performances musicais e de dança ocorrem, com figuras como Count Basie, Victor Borge, George M. Cohan e Lena Horne já tendo se apresentado no hotel.
O terceiro andar contém o Grande Salão de Bailes, o Corredor Prateado, o Salão Basildon, o Salão Jade e a Galeria Astor. Várias organizações realizam seus jantares de gala anuais no Waldorf Astoria, incluindo o Jantar do Presidente da Universidade de São João e o Jantar da Fundação Memorial Alfred E. Smith. O banquete de entrega dos prêmios de final de ano da NASCAR foram realizados no hotel entre 1981 e 2008, quando passaram a ocorrer no Wynn Las Vegas. Ele inicialmente acontecia no Salão Starlight, porém a partir de 1985 passou a ocorrer no Grande Salão de Bailes. O Waldorf Astoria sediou em 2004 o Baile Grande Europa da Rede Húngara de Manhattan, um evento de caridade de gala co-presidido pelo arquiduque Jorge da Áustria, que na ocasião celebrou o alargamento da União Europeia. Bob Hope apresentava-se tão regularmente no salão que chegou a comentar que "Eu toquei em tantos jantares no Grande Salão de Bailes, eu sempre faço uma piada quando vou falar que deixo meu casaco de jantar no saguão para que e não precise enviá-lo para a Costa [Oeste] o tempo todo". Na Galeria Astor há doze pinturas alegóricas pintadas por Edward Simmons. O Baile Abril em Paris era realizado no Grande Salão de Bailes. O musicista Guy Lombardo costumava realizar transmissões ao vivo pelo rádio a partir do Salão Starlight. Maurice Chevalier fez sua última apresentação em 1965 no salão de bailes. O Corredor Prateado fica ao lado do salão de bailes e é semelhante ao Beco do Pavão dos edifícios originais, porém é mais curto e mais largo. No quarto andar estão os escritórios de banquete e vendas, além de várias suítes como a Barron, Vanderbilt, Windsor, Conrad, Vertès, Luís XVI e Cole Porter, nomeadas em homenagem a celebridades que se hospedaram nelas. Também no quarto andar era onde ocorriam jogos de cartas às noites de domingo. Há também uma recriação de uma das salas de estar do Waldorf Astoria na Biblioteca e Museu Presidencial Herbert Hoover.

##### Quartos

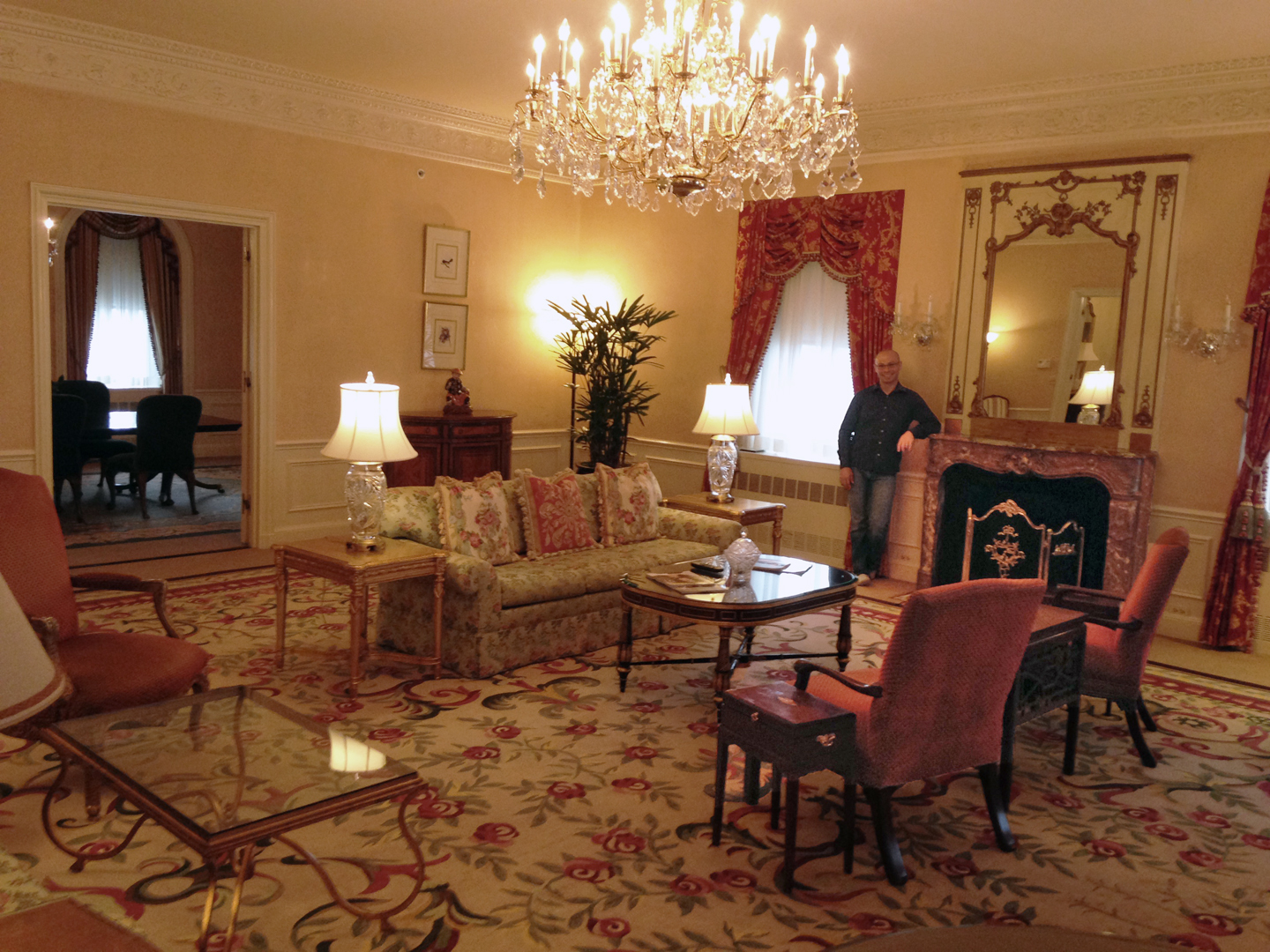
A suíte 30A da Waldorf Towers.

A Waldorf Astoria tinha, em 2014, um total de 1413 quartos. Em 2009 o número era de 1416, com o hotel principal sendo composto de 1235 quartos duplos ou únicos e 208 mini-suítes, dezessete das quais eram classificadas como "Nível Astoria", significando quartos aprimorados com elementos de luxo e acesso ao Lounge Astoria. A Waldorf Towers, que vai do 28º andar até o 42º, tinha 181 quartos, dos quais 115 eram suítes, com uma até quatro camas. O hotel possuía no final da década de 1990 uma equipe de atendimento de quase quatrocentas pessoas, com 150 empregadas trabalhando durante o dia e 24 à noite. Os quartos mantém as decorações originais art decó, porém cada uma é decorada de forma diferente. Os quartos são classificados como De Luxo, Superior e Luxuoso, contendo camas "Serenidade Waldorf" e banheiros de mármore e amenidades de Salvatore Ferragamo. As suítes podem ter camas de casal ou King. As menores são as suítes de um quarto, que vão de 42 a 56 metros quadrados, em seguida vem as suítes Signature, que possuem uma sala de estar separada e até dois quartos, ficando entre setenta e 84 metros quadrados.
Os suítes são divididas em padrão, Luxuosa, Penthouse, Estilo Presidencial e a mais cara de todas a Suíte Presidencial no 35º andar. As Penthouse contém três suítes, a Penthouse, a Cole Porter e a Real, em homenagem ao Duque e à Duquesa de Windsor. Elas têm pelo menos 170 metros quadrados com dois ou mais quartos, contendo também uma cozinha e sala de jantar que podem acomodar entre oito a doze convidados. As suítes Estilo Presidencial são divididas entre as suítes MacArthur e a Churchill, com ambas possuindo seus próprios grandes vestíbulos de entrada. Assim como a Penthouse, ela vem com cozinha e sala de jantar próprias. A Suíte Presidencial tem 209 metros quadrados e foi projetada com móveis no estilo jorgiano a fim de emular a Casa Branca. Esta possui três quartos grandes e três banheiros, além de vários itens de destaque, como uma mesa que pertenceu a Douglas MacArthur e uma cadeira de balanço de John F. Kennedy.

##### Outros
O Waldorf Astoria possui uma grande academia de 230 metros quadrados localizada em seu quinto andar. No 19º andar há o Guerlain Spa, que custou 21,5 milhões de dólares para ser construído e foi inaugurado em 1 de setembro de 2008. Ele tem dezesseis salas de tratamento e dois lounges de relaxamento. O hotel tem seu próprio centro de negócios e uma instalação digital de 107 metros quadrados, onde os hóspedes podem acessar a internet e serviços de papelaria. O Waldorf Astoria lançou em 2004 uma linha de produtos que mantinham o estilo art decó do hotel, supostamente tornando-se o primeiro do mundo a possuir uma coleção de produtos própria.